# 万万没想到
《万万没想到》是由叫兽易小星执导，白客主演的一部网路剧，共三季，三季分別于2013年8月6日、2014年7月1日、2015年11月3日于优酷视频首播。该剧由万合天宜制作，每集不超过10分钟。点播次数已超过20亿。《万万没想到》已播出三季。2014年1月4日另有賀歲篇《萬萬沒想到之小兵過年》，2015年12月18日上映電影版本《萬萬没想到：西遊篇》。

## 主演
- 白　客　　 饰 王大锤 (全季)
- 叫兽易小星 饰 唐僧 (第1-2季)、諸葛亮 (小兵過年)
- 孔連順　　 饰 女神 (第1-2季)、如來(第2季)
- 张本煜　　 饰 刘备 (第1季、小兵過年)、评委 (第1季)、玉皇大帝(第2季)
- 刘循子墨　 饰 孙悟空 (第1-3季)、許仙 (第1季)
- 小　爱　　 饰 尸哥、浩南 (第1-2季)
- 至尊玉　　 饰 盲人选秀选手  (第1季)
- 葛　布　　 饰 小美 (全季)
- 桃　寶　　 饰 白素貞 (第1季)
- 韓　寒　　 饰 導演(第2季)
- 戚　薇　　  饰 王七哥 (小兵過年)
- 汪　聰　　  饰 老闆娘 (小兵過年)
- 馬　可　　  饰 王小可 (小兵過年)
- 王梓清　　 饰 女兒國國王 (第2季)
- 胡潔瓊　　 饰 小美 (第3季)
- 易烊千璽　 饰 學霸、總裁 (第2季)
- 李夢穎　　 饰 貼膜女神、天使 (第2季)
- 郭瑋潔　　 饰 夏雨荷 (第3季)
- 鄭合惠子　 饰 小郡主、白雪公主(第3季)

## 特色
每集都會以「我叫王大錘」來做為開場並形容目前情況，並且每集都會以「我叫王大錘，万万没想到，」來形容最後的結果。

## 獎項
- 2014国剧盛典 年度最佳網絡劇
- 2016金骨朵奖 影视娱乐宣传 "微博FANS选择迷你剧"

## 音樂原聲帶
| 曲別         | 歌名       | 演唱者           | 作詞           | 作曲               |
| 主題曲       | 萬萬沒想到 | 白客、叫獸易小星 | 老濕           | 周天然、叫獸易小星 |
| 片尾曲       | 還是沒想到 | 白客             | 老濕           | 周天然、叫獸易小星 |
| 第二季片尾曲 | 化作北極星 | SNH48            | 叫獸易小星改編 | 横健介             |